# Erwin Baum

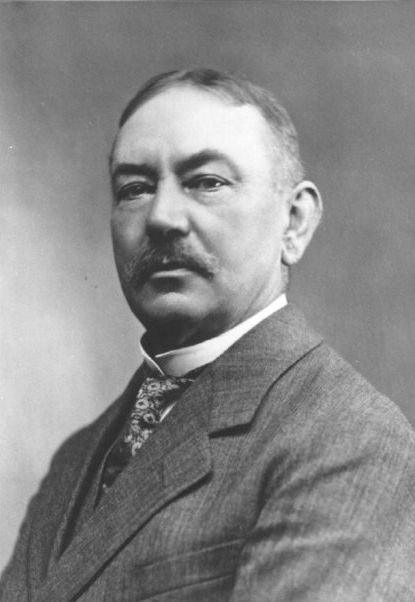
Erwin Baum

Erwin Baum (Rauschwitz, 25 februari 1868 – aldaar, 22 maart 1950) was een Duits politicus.

## Biografie
Zijn vader was een landbouwer en ook Erwin oefende dit beroep uit. Hij werkte op het familiebedrijf en erfde later de vaderlijke goederen. Baum werd een van de leidinggevende figuren binnen de invloedrijke Bund der Landwirte (Landbouwersbond). De Bund der Landwirte was een boerenbelangenorganisatie gelieerd aan de Deutsche Konservative Partei (Duitse Conservatieve Partij). Van 1913 tot 1918 was hij lid van de Landdag (Landtag) van het Hertogdom Saksen-Altenburg, van 1920 tot 1921 van de Landdag van de Vrijstaat Saksen-Altenburg. Van 1921 tot 1933 was hij lid van de Landdag van Thüringen. Als Landdagafgevaardigde tijdens de Weimarrepubliek maakte hij deel uit van de fractie van de Thüringer Ordnungsbundes  (Thüringer Bond voor Orde), een gezamenlijke fractie bestaande uit leden van de DNVP, DVP, DDP en Landbund. Van 1927 tot 1929 heette deze coalitie Einheitsliste (Eenheidslijst).
Erwin Baum werd in 1920 werd lid van de Thüringer Landbund (Thüringer Landbond), een partij die nauw samenwerkte met de conservatieve Deutschnationale Volkspartei (Duitse Nationale Volkspartij). In 1928 nam Baum deel aan de oprichting van de Christlich-Nationale Bauern- und Landvolkpartei (Christelijk-Nationale Boeren- en Landvolkpartij), een afscheiding van de DNVP. Van 1928 tot 1930 was hij voorzitter van de CNBL.

### Minister-president van Thüringen
Erwin Baum was van 23 januari 1930 tot 7 juli 1932 minister-president van Thüringen. Hij was minister-president van een coalitieregering bestaande uit de Landbund, Deutsches Landvolk, DNVP, DVP, WP en de NSDAP. Het kabinet-Baum-Frick was de eerste Duitse regering waar de NSDAP (de nazipartij) deel van uitmaakte. Op 7 juli 1932 werd Baum als minister-president opgevolgd door nazi Fritz Sauckel. In de periode 1930-1932 Baum was ook minister van Financiën respectievelijk van Binnenlandse Zaken van Thüringen.
Tijdens de nationaalsocialistische periode (1933-1945) en de periode na de Tweede Wereldoorlog hield Baum zich afzijdig van de politiek.